# Seznam narodnozabavnih festivalov in tekmovanj v Sloveniji
Seznam festivalov in tekmovanj narodnozabavne glasbe v Sloveniji je urejen po abecednem vrstnem redu v dva sklopa - seznam še aktualnih festivalov in seznam nekdanjih festivalov, ki jih ne prirejajo več. Na seznam je uvrščen tudi festival v Števerjanu, ki se nahaja v Italiji, vendar ga kot tekmovanje slovenskih narodnozabavnih ansamblov organizirajo zamejski Slovenci.

## Seznam aktualnih festivalov
- Festival narodnozabavne glasbe Guštanj
- Festival narodnozabavne glasbe pod Pohorjem Oplotnica
- Festival narodnozabavne glasbe Ptuj
- Festival narodnozabavne glasbe Števerjan
- Festival narodnozabavne glasbe Vurberk
- Festival Slovenskogoriški klopotec Cerkvenjak
- Graška Gora poje in igra
- Novoletni festival narodnozabavne glasbe Dolenjske Toplice
- Slovenska polka in valček
- Večer slovenskih viž v narečju

## Seznam nekdanjih festivalov
- Cvičkov festival narodnozabavne glasbe za veliko nagrado Gadove peči
- Festival domačih viž in smeha Sodražica
- Festival narodnozabavne glasbe Brkini
- Festival narodnozabavne glasbe Dolenjska Debeli hrib
- Festival narodnozabavne glasbe Luče
- Festival narodnozabavne glasbe Šentjernej
- Festival narodnozabavne glasbe V deželi harmonike
- Festival kvintetov Prepih pod kostanjem
- Festival za naj mladi ansambel poletja Žamenci
- Festival za Veliko nagrado Savinjske doline Marija Reka
- Pesem Lun'ce
- Revija ženskih ansamblov narodnozabavne glasbe za veliko nagrado Gadove peči